# Samowar

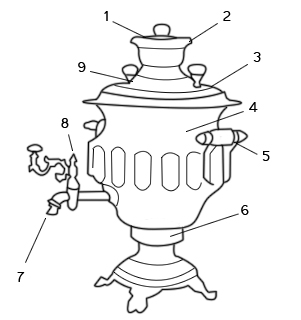
Budowa klasycznego samowara w kształcie amfory: 1. mała pokrywka (заглушка, тушилка) służąca do zduszenia ognia w kominie samowara,
2. korona (конфорка), na której stawia się czajniczek z esencją,
3. pokrywa (крышка), która często zawiera otwór na ujście pary (Душничок),
4. korpus (корпус), zbiornik wodny z kominem (труба) w środku,
5. uchwyty (ручки),
6. przepustnica powietrza (поддон) do spalania,
7. wylewka (трубка крана),
8. kurek (ветка) kranu,
9. małe uchwyty „szyszki” (шишки) do zdejmowania pokrywy (крышка) i małej pokrywki (заглушка)

Samowar (ros. самовар) – urządzenie do przygotowywania herbaty, charakterystyczne szczególnie dla Rosji i Iranu. Klasyczna konstrukcja składa się ze zbiornika na wodę, przez który przechodzi pionowo rura na węgiel drzewny, z rusztem u dołu. W dolnej części zbiornika samowara znajduje się kranik do spuszczania wody, a u góry miejsce na czajniczek  na esencję. Znane w świecie wytwórnie samowarów znajdują się w Tule, Moskwie i Petersburgu.
Współczesne samowary zamiast podgrzewania wody węglem drzewnym wykorzystują do tego celu elektryczne grzałki.
W Tule, przy tamtejszej fabryce samowarów, znajduje się muzeum tulskich samowarów. 
„Złoty Samowar” był główną nagrodą przyznawaną na Festiwalu Piosenki Radzieckiej oraz na Festiwalu Piosenki Rosyjskiej w Zielonej Górze.
Samowar turystyczny jest to lekka wersja samowara przeznaczona do gotowania wody w warunkach obozowych, przy użyciu turystycznego paliwa stałego lub też drobnych gałązek, szyszek i podobnych rozdrobnionych materiałów palnych. Podobnie jak tradycyjny samowar składa się on z paleniska, kominka (płomienicy) i otaczającego kominek płaszcza wodnego. Spotykane nazwy handlowe to Kelly Kettle, Survival Kettle, Storm Kettle, Thermette, Volcano Kettle. W Nowej Zelandii ten rodzaj samowara znany jest pod nazwą Benghazi boiler.

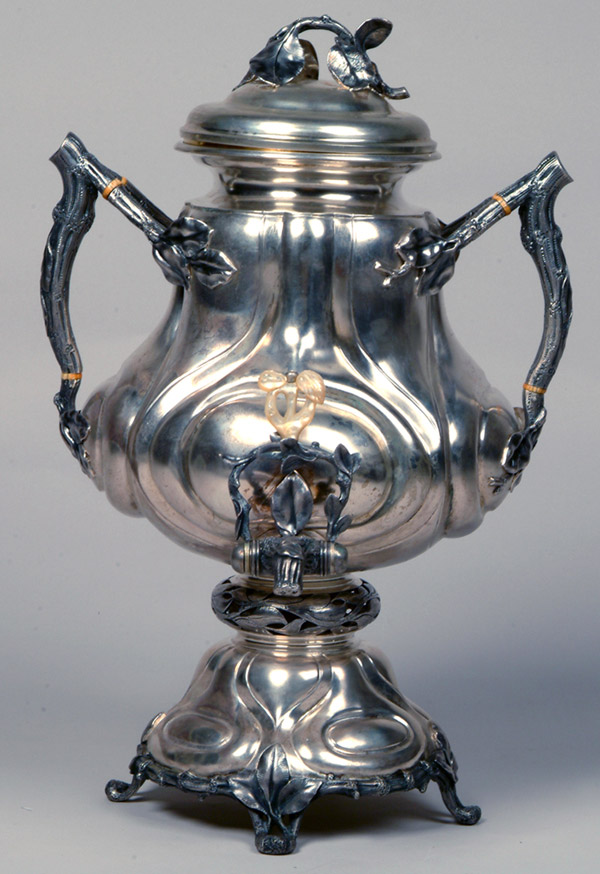
Srebrny samowar – dar sekretarza KPZR, Breżniewa dla prezydenta USA – Nixona
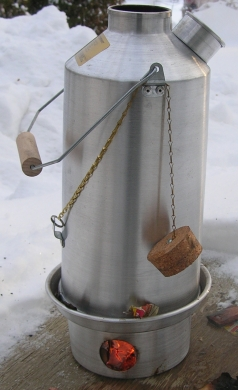
Samowar turystyczny